# پوشیامیترا شونگا
پوشیامیترا شونگا (انگلیسی: Pushyamitra Shunga; ح. اواخر قرن سوم پیش از میلاد – ح. 149 پیش از میلاد) بنیان‌گذار و اولین فرمانروای امپراتوری شونگا بود که برای جانشینی امپراتوری مائوریا تأسیس کرد. نام اصلی او Puṣpaka یا Puṣpamitra بود و سردرگمی بین Puṣyamitra و Puṣpamitra به دلیل خوانش اشتباه «p» و «y» در نسخه‌های خطی به وجود آمد.
در هند فرقه خورشیدپرستی در میان جوامع حاکم، که بسیاری از آنها خود را با خدا مرتبط می‌دانستند، حمایت می‌شد. به عنوان مثال، پوشیامیترا، فرمانروای امپراتوری شونگا توسط بسیاری به عنوان خورشیدپرست پذیرفته شده است.